# États généraux du Canada français
Les États généraux du Canada français sont une série de trois assises, aussi appelées assemblées, tenues de 1966 à 1969 à Montréal, au Québec (Canada). Ces États généraux ont pour objectif de consulter le peuple canadien-français sur son avenir constitutionnel. Ils sont généralement associés à la rupture entre le Québec et la francophonie canadienne.

## Origines et genèse

### Contexte
La décision de convoquer les États généraux du Canada français se prend au moment où la Révolution tranquille bat son plein. Les francophones qui habitent le territoire du Québec se considère de plus en plus comme des « Québécois » et de moins en moins comme des « Canadiens français ». L'État du Québec est en plein processus de modernisation et on commence à le considérer comme un État-nation au service des Québécois francophones. Comme le synthétise le premier ministre Jean Lesage en 1963 : « Les Québécois n’ont qu’une seule institution puissante : leur gouvernement. Maintenant ils veulent se servir de cette institution pour construire l’ère nouvelle à laquelle ils ne pourraient peut-être pas aspirer autrement. » Il se crée, au début des années 1960, le germe d'une identité dite « territoriale » et « politique » proprement québécoise visant l'émancipation nationale et non plus la survivance culturelle de la nation canadienne-française.
A contrario, les francophones du reste du Canada se méfient du pouvoir de leur gouvernement provincial et fondent leurs espoirs dans le pouvoir fédéral. Pour les Ontariens, l'agir politique du gouvernement provincial de l'Ontario rime avec Règlement XVII et interdiction d'être éduqué en français. Idem pour les Franco-Manitobains qui garde le souvenir douloureux de l'époque de la « question des écoles du Manitoba ». D'autre part, le gouvernement fédéral montre des signes encourageants aux minorités francophones hors Québec dans les années 1960. Notamment avec la mise sur pied en 1963 de la Commission Laurendeau-Dunton faisant miroitier l'éventualité d'une loi sur le bilinguisme officiel (français et anglais) de l'ensemble du Canada.
Selon l'historien Marcel Martel, il faut aussi replacer l'événement dans un mouvement de « contestation et transformation du projet Canadien français ». Dans l'après-Seconde Guerre mondiale, le nationalisme canadien-français est critiqué et remis en question par deux courants de pensée. Une pensée libérale et personnaliste voit le jour notamment autour de la revue Cité libre et considère le nationalisme comme une idéologie arriérée, voire réactionnaire. Un néonationalisme se fait aussi le critique du nationalisme canadien-français. Les néonationalistes croient que l'avenir de la nation canadienne-française se trouve au Québec, seul endroit où les francophones sont majoritaires et contrôlent un État, et non plus dans la Confédération canadienne.

### 1961: L'idée est lancée
Selon Rosaire Morin, directeur de la revue L'Action nationale, l'idée des États généraux est lancée par la Fédération des Sociétés Saint-Jean-Baptiste du Québec (FSSJBQ) en 1961. En fait, l'idée est lancée lors d'un congrès rassemblant la FSSJBQ et la Fédération des Sociétés Saint-Jean-Baptiste de l'Ontario (FSSJBO) au Château Laurier d'Ottawa au mois de juin 1961. L'objectif derrière la convocation des États généraux est, au départ, plutôt confus. Pour certains, il s'agit de donner une orientation à l'action des différentes Sociétés Saint-Jean-Baptiste du Canada français alors que pour d'autres, il s'agit d'orienter l'ensemble de la nation canadienne-française en planifiant l'action nationaliste. Malgré toute cette ambiguïté, les congressistes s'entendent tous sur le fait que les États généraux devraient se tenir l'année suivante, soit en 1962, et que ce rassemblement « devrait déboucher sur l'adoption d'une déclaration de principes de la Société Saint-Jean-Baptiste ».

### 1962: Le projet se précise
Le projet de rassembler les États généraux du Canada français est clairement établi en août 1962. À l'occasion d'un hommage à Samuel de Champlain au pied du monument qui lui est consacré dans la ville de Québec, les cadres de la FSSJBQ annonce qu'un rassemblement qui permettra de faire l'inventaire des « forces vives de la nation » la nation canadienne-française se tiendra en 1963. On assure que tous ceux qui désirent prendre part aux discussions sur l'avenir du Canada français seront entendus, même les indépendantistes.

### 1963: fondation d'un Comité provisoire
À l'Assemblée législative du Québec en mars 1963 le député Jean-Jacques Bertrand dépose une motion « en vue de constituer un comité spécial pour préparer la convocation des États généraux canadiens-français ». Déjà, en 1962, il avait fait inscrire au programme électoral de son parti, l'Union nationale, son intention d'organiser des États généraux. Voulant aussi occuper le terrain de l'orientation nationale, le Parti libéral de Jean Lesage, alors au pouvoir à Québec, instaure un Comité parlementaire sur la constitution. Il s'agissait à la fois de damer le pion à Bertrand et à l'Union nationale, en plus de s'assurer que des questions aussi graves que l'avenir de la nation soient débattues par les élus du peuple et non par des associations communautaires non élues. Le Rassemblement pour l'indépendance nationale voit lui aussi d'un mauvais œil la motion de Jean-Jacques Bertrand. Le RIN accuse l'Union nationale de vouloir plaire aux sociétés nationales et aux corporations et d'agir avec des visées purement électoralistes.
Face à cette ébullition politique et partisane, La Fédération des Sociétés Saint-Jean-Baptiste du Québec décide de fonder un Comité provisoire. Loin de la partisannerie, ce comité a pour tâche de rassembler tous les « corps intermédiaires » de la nation afin qu'aient lieu les États généraux. Il reçoit aussi la mission de rédiger un plan d'étude et d'énumérer les enjeux qui seront débattus lors des États généraux. Un petit groupe de cinq experts est formé afin de discuter des cinq sujets phares qui devront être abordés. Richard Arès, Fernand Dumont, Pierre Angers, Alphonse Riverain et Claude Ryan abordent ainsi les enjeux politiques, économiques, culturels, sociaux et religieux. À la suite d'une protestation de Claude Ryan, on conclut que des États généraux ne sont pas l'endroit pour discuter de spiritualité de sorte que les questions religieuses ne seront pas abordées.
Au mois de décembre 1963, le Comité provisoire termine le mandat que la FSSJBQ lui avait donné. Le comité se transforme ainsi en « Commission générale provisoire » comptant d'abord 15, puis 25 membres chargés de concrétiser les États généraux. On annonce d'ailleurs qu'ils auront lieu l'année suivante, en 1964.

### 1964:Commission générale et suspension des travaux
La Commission générale poursuit son travail d'organisation des États généraux. Au même moment, les Sociétés Saint-Jean-Baptiste du Québec s'activent et annoncent leur projet. Les États généraux, dit-on aux quatre coins du Québec, seront une occasion pour entendre toutes les composantes de la nation sur des sujets qui concernent l'ensemble de la nation. Autrement dit, il ne s'agira pas nécessairement d'un regroupement d'associations triées sur le volet, mais bien d'une agora ouverte à tous.
Le 4 avril, un rassemblement est organisé à Lévis afin d'adopter le « cadre de travail des États généraux ».Plusieurs « corps intermédiaires » de la société civile sont présents, dont :
- la Fédération des Jeunes Chambres ;
- la Fédération des Commissions scolaires ;
- la Fédération des Collèges classiques ;
- la Fédération des travailleurs du Québec ;
- la Confédération des syndicats nationaux ;
- l'Union catholique des cultivateurs ;
- le Conseil de la vie française en Amérique ;
- l'Association d'éducation du Québec ;
- la Corporation des instituteurs et institutrices du Québec ;
- l'Association canadienne des éducateurs de langue française ;
- le Conseil d'expansion économique.

Lors de ce rassemblement, on affirme que l'objectif des États généraux est de rassembler la nation (mais surtout son élite) en dehors des cadres définis par les institutions. Comme le remarque le sociologue Joseph-Yvon Thériault, c'est le propre des « États généraux » de rassembler des acteurs en déficit d'institutions politiques fortes et c'est pourquoi un tel rassemblement fut organisé au Québec dans les années 1960. Cette structure permettait aussi aux Sociétés Saint-Jean-Baptiste d'amoindrir les divisions idéologiques qui commençaient à poindre dans ses rangs où fédéralistes et souverainistes arrivaient de moins en moins à cohabiter.
Le 26 septembre, on décide de rassembler une assemblée générale afin d'apporter les derniers préparatifs. Bien qu'il soit question des États généraux du Canada français, le projet reste centré sur les problèmes et les acteurs du Québec. Ce penchant, en plus de la division entre fédéralistes et indépendantistes, crée des tensions. On décide de suspendre l'organisation jusqu'à l'automne 1965.

### 1965:dernier préparatifs
En novembre 1965, lors de la reprise des travaux, les tensions sont toujours présentes. La frange indépendantiste ne trouve pas pertinent d'envoyer des invitations aux associations et groupements des minorités francophones hors Québec. On propose même d'abandonner l'appellation « Canadien français » et de la remplacer par « Québécois ». La question reste en suspens, mais la tension est palpable et annonciatrice de l'ambiance des États généraux à venir.
Le président des États généraux, Me Albert Leblanc, est nommé à la Cour supérieure du Québec au cours de l'année 1966 et est remplacé par le professeur de droit Jacques-Yvan Morin. C'est Jacques-Yvan Morin qui sera président des États généraux tout au long du processus, soit de 1965 à 1969. Finalement, l'organisation technique est confiée à Rosaire Morin. Ce dernier déclare que les Assises préliminaires auront lieu à Montréal en 1966.
Le numéro de décembre 1965 de la revue L'Action nationale comprend un premier article traitant de l'histoire et du fonctionnement des États généraux en France. Un deuxième article sur le même sujet suit en février 1966. Un troisième est prévu pour le numéro de mai-juin 1966, mais ce numéro ne paraît finalement pas.

## Assises préliminaires de 1966
Les Assises préliminaires de 1966 constituent la première réunion des États généraux du Canada français. Les assises, qui se tiennent du 25 au 27 novembre à l'Université de Montréal, sont dites préliminaires, car elles visent à préparer la substance de travail sur laquelle les assises subséquentes devaient débattre.

## Assises nationales de 1967
Les Assises nationales de 1967 constituent la deuxième réunion des États généraux du Canada français. Elles se tiennent du 23 au 26 novembre à la Place des Arts de Montréal. Les délégués adoptent 17 résolutions, l'une d'entre elles portant sur le droit à l'autodétermination du peuple canadien-français sur le territoire du Québec, déclaré territoire national et milieu politique fondamental de cette nation.

## Assises nationales de 1969
Les Assises nationales de 1969 constituent la dernière réunion des États généraux du Canada français. Elles se tiennent du 5 au 9 mars à l'Hôtel Reine Élisabeth. Les délégués adoptent 31 résolutions, l'une d'entre elles portant sur la tenue d'une assemblée constituante pour la rédaction d'une constitution québécoise.

## Interprétations sociohistoriques
Événement d'importance dans l'histoire du Québec et du Canada français, les États généraux ont généré plusieurs interprétations sociohistoriques. Deux thèses principales proposent deux interprétations : celle de la rupture et celle de la continuité relative.

### Thèse de la rupture
La thèse de la rupture a notamment été défendue par Marcel Martel dans un livre tiré de sa thèse de doctorat, Le deuil d'un pays imaginé. Il affirme que les États généraux ont fait la preuve que la cohésion entre le Québec national et les minorités francophones hors Québec était impossible en raison de l'antinomie des projets politiques qui sous-tendent chaque communauté. 
« [...] les États généraux sont déterminants dans l'évolution des rapports entre Canadiens français, car ils marquent une rupture à l'intérieur de la nation. D'abord contestée par les leaders des Canadiens français hors Québec au lendemain des assises de 1967, la rupture est consommée au terme des assises de mars 1969 par l'adoption de la proposition sur la convocation de l'assemblée constituante. Pour les partisans des pleins pouvoir au Québec, les États généraux ont amplement démontré que les revendications du Québec sont incompatibles avec celles des groupes francophones hors Québec. » 
Jacques-Yvan Morin, qui fut le président des États généraux de 1965 à 1969, synthétise l'antinomie des projets politiques portés par chaque communauté par la formule suivante : « le Québec est à la recherche de nouveaux pouvoirs tandis que les minorités revendiquent leurs droits : les deux démarchent ne sont guère compatibles. » Les deux démarchent sont irréconciliables entre autres en raison du rapport qu'elles entretiennent avec le pouvoir central d'Ottawa. D'un côté, le Québec cherche à soutirer des pouvoirs politiques au gouvernement fédéral, voire de s'en affranchir. D'autre part, les minorités franco-canadiennes veulent au contraire que le gouvernement fédéral intervienne davantage dans le champ de compétences des provinces afin qu'il protège mieux leurs droits de vivre en français trop souvent lésés par les gouvernements de l'Ontario, le Manitoba, le Nouveau-Brunswick, etc.

### Thèse de la continuité relative
Face à la thèse de la rupture qui fut hégémonique jusqu'aux années 1990, plusieurs chercheurs ont tenté de relativiser l'importance de la rupture entre le Québec et les minorités franco-canadiennes. C'est le cas de l'historien Serge Miville qui remarque que l'attitude des délégués du Québec fut fortement critiquée par les journalistes, chroniqueurs et éditorialistes du Québec. Il affirme qu'il n'y avait pas de mouvement unanime en faveur de la thèse néonationaliste selon laquelle le Québec pouvait et devait s'émanciper du reste du Canada. Il importe donc de relativiser la rupture « comme si, du jour au lendemain, les groupements francophones avaient cessé de faire preuve de solidarité et arrêté d'être nourris par la perception de former une communauté canadienne-française distincte au pays. » 

## 48 résolutions adoptées en 1967 et 1969

### 17 résolutions des Assises nationales de 1967

#### 1- L'autodétermination
Résolutions:
1. Les Canadiens-Français constituent une nation.
2. Le Québec constitue le territoire national et le milieu politique fondamental de cette nation.
3. La nation canadienne-française a le droit de disposer d’elle-même et de choisir librement le régime politique sous lequel elle entend vivre.

*Résolution adoptée par les délégués du Québec

#### 2- L'enseignement et la recherche
Résolution concernant le Québec.
1. Il appartient au Québec :
  1. de légiférer sur toutes les questions relatives à l'enseignement et à la culture au Québec;
  2. de légiférer en matière de subventions, de prêts et de bourses pour l’enseignement, pour la recherche et pour le développement des arts et des sciences au Québec;
  3. d’amplifier l’enseignement du français et la diffusion de la culture française chez les Québécois non francophones, afin que le Québec participe à part entière à la francophonie mondiale.

Résolutions concernant les groupes français établis hors du Québec :
1. L’enseignement, dans toutes les provinces, relève de la compétence provinciale.
2. Les provinces anglophones du Canada doivent accorder à leurs minorités françaises le même traitement et les mêmes droits que le Québec accorde à sa minorité anglaise.

*Résolution adoptée par les délégués des quatre régions.

#### 3- La législation sur le travail
Le Québec doit exiger la compétence exclusive en matière de syndicalisme y compris l'accréditation des syndicats, la prévention et le règlement des connus et l'extension des conventions collectives.
Le Québec doit avoir la compétence exclusive sur l’adoption et la mise en œuvre d'une véritable politique de la main d’œuvre (formation, “recyclage” adaptation aux progrès techniques, assurance-chômage, orientation).
Le Québec doit exiger la compétence exclusive sur les transports et sur les communications.
Le Québec doit exiger la compétence exclusive en matière de revenus.

*Résolution adoptée par les délégués du Québec

#### 5- Le statut de la langue française
Résolutions concernant le Québec
Le parlement du Québec doit adopter des mesures radicales et concrètes pour imposer, dans les faits, l’usage généralisé du français.
L’anglais ne doit pas être enseigné au niveau primaire dans les écoles du Québec, sauf dans les écoles de la minorité anglophone.
Dans les écoles françaises du Québec, l’enseignement d'une langue seconde doit être facultatif et il doit se faire à partir du niveau secondaire.
Le Québec doit établir le français comme seule langue officielle dans les organismes qui relèvent directement ou indirectement de son autorité : ministères, régies, sociétés d’Etat, conseils municipaux, commissions scolaires, etc.
Les conseils municipaux et les commissions scolaires à majorité anglophone pourront utiliser la langue anglaise en plus du français pendant une courte période d’adaptation.
Le gouvernement du Québec doit s’employer à refranciser intégralement la toponymie du Québec compte tenu de l’apport des groupes humains autochtones et de certains événements historiques et, dans l'avenir, le recours au français doit être la règle constante dans la toponymie, sous réserve des usages de la courtoisie internationale.
Tout affichage sur la voie publique et tout texte mis à la disposition du public doivent être faits en français. On pourra ajouter une autre langue à la condition que le français soit prioritaire.
L’Etat québécois doit obliger toute entreprise ayant affaire au public à ne garder à son service que des personnes s’exprimant convenablement en français.
L’Etat québécois doit prendre les moyens législatifs appropriés pour que le français soit la langue de travail dans l’industrie et dans les affaires.
La minorité anglophone pourra disposer, à tous les niveaux, d’institutions d’enseignement public à condition qu’elles soient bilingues.
La mainmise des anglophones sur les écoles et sur les classes des autres minorités linguistiques doit cesser immédiatement.
Les Néo-Québécois, les Esquimaux et les Indiens ont droit au niveau primaire à des écoles ou à des classes publiques françaises avec enseignement de leur langue maternelle là où un nombre suffisant de parents le désirent.
Tout organisme fédéral, confédéral, d’union canadienne ou autre devrait être entièrement bilingue. Dans la fonction publique, dans leurs organismes, des secteurs français et anglais devraient être créés selon les régions desservies et on devra exiger une connaissance convenable des deux langues de la part des fonctionnaires et des employés aux échelons administratifs.
Résolutions concernant les groupes français établis hors du Québec
Dans toutes les provinces autres que le Québec, la langue française doit bénéficier d'une législation qui lui assure partout son plein épanouissement.
Un réseau de radio et de télévision français doit desservir toutes les provinces canadiennes en dehors du Québec.
Au Nouveau-Brunswick, où 35,2% de la population est de langue française, les langues française et anglaise doivent être officielles.

#### 6- Le peuplement et l'immigration
Résolutions concernant le peuplement
Le Québec doit se donner une politique de peuplement planifiée et une politique d'immigration qui enrichissent la culture et l’économie de la Nation.
Le Québec doit posséder des pouvoirs exclusifs pour planifier le peuplement de son territoire.
Le Québec doit avoir une compétence exclusive pour ce qui est de la mise en œuvre d’une politique sociale favorisant le relèvement du taux de natalité.
Le Québec doit posséder des pouvoirs exclusifs sur tout ce qui a trait aux mouvements migratoires des citoyens du Québec.
Pour enrayer l’assimilation des Canadiens-Français au milieu anglophone, à l'extérieur du Québec, les mesures suivantes doivent être prises :
1. rendre le Québec fort afin d’accroître son rayonnement au Canada français;
2. exiger que les minorités françaises de l’extérieur du Québec obtiennent le traitement dont jouit la minorité anglaise au Québec;
3. encourager de toutes les façons le retour au Québec des Canadiens-Français d’outre-frontière;
4. établir un réseau français de télédiffusion à travers le Canada;
5. diriger vers le Québec un plus grand nombre d’étudiants provenant des groupes minoritaires français;
6. conclure des accords culturels entre le Québec et les Canadiens-Français des autres provinces;
7. établir l’unilinguisme français au Québec.

Afin de mettre un terme à l’émigration des jeunes Canadiens-Français vers les Etats-Unis, les mesures suivantes doivent être prises :
1. la mise en œuvre d'une politique d’immigration qui attire ou retienne ces jeunes au Québec;
2. la maîtrise de l’économie québécoise par les Québécois;
3. l’élévation du niveau de vie et le “recyclage" de la main-d'œuvre au Québec;
4. la création de nouveaux emplois et de nouvelles industries et l'accessibilité des postes de commande pour les Canadiens-Français;
5. la reconnaissance du français comme langue de travail au Québec;
6. le développement de l’éducation et de l’enseignement au Québec.

Résolutions concernant l’immigration
Le Québec doit légiférer en matière d’immigration afin d assurer le développement de la Nation. A cette fin, les mesures suivantes doivent être prises ;
1. la création immédiate d’un ministère québécois de l’Immigration;
2. l’attribution au Québec d’une compétence exclusive sur le recrutement des immigrants nécessaires au développement du pays;
3. le contrôle de l’admission des immigrants en territoire québécois;
4. la conclusion d’accords internationaux avec les pays étrangers en matière d'immigration;
5. l’institution de la citoyenneté québécoise;
6. l’attribution au Québec de la compétence exclusive sur l’accueil aux immigrants désireux de s’établir au Québec et sur le contrôle médical des immigrants en transit.

*Résolution adoptée par les délégués du Québec

#### 9- La radio et la radiodiffusion
Résolutions concernant le Québec
En matière de radio :
Le Québec doit établir un organisme souverain de régie.
Le Québec doit participer aux ententes internationales, particulièrement en
ce qui a trait à la répartition des longueurs d’onde.
En matière de radiodiffusion :
Le Québec doit exercer sur son territoire une compétence exclusive.
Le Québec doit établir un organisme souverain de régie.
Le Québec doit établir sa propre société d’exploitation (Radio-Québec).
Le Québec doit participer librement à tous les échanges de radiodiffusion avec l'étranger et particulièrement avec les autres pays francophones.
Le Québec doit exercer le contrôle de tous les autres moyens de communication de masse, outils de la culture populaire, notamment par les mesures suivantes : 
1. en créant une régie du cinéma qui établira les normes de la production, de la distribution et de l'exploitation cinématographiques et assurera un service d'aide à la production ;
2. en créant une législation et un organisme régissant la production et la diffusion des techniques audiovisuelles ;
3. en favorisant la création d'une agence de presse française autonome au Québec.

Résolutions concernant les groupes français établis hors du Québec
En matière de radio, dans les provinces autres que le Québec, la compétence doit être exercée par un organisme où il ait représentation paritaire des groupes
francophone et anglophone des diverses régions géographiques.
Le Québec doit, sur son territoire, avoir compétence sur la radiodiffusion.
Mais dans les autres provinces, cette compétence doit être exercée par un organisme ou il y ait représentation paritaire des groupes francophone et
anglophone des diverses régions géographiques.

*Résolution adoptée par les délégués du Québec

#### 13- Les relations entre Canadiens-Français
Résolutions concernant le Québec
Devant le désir des Canadiens-Français d’affirmer davantage leur sentiment d’appartenance à une même nationalité,
1. il convient d’augmenter et d’institutionnaliser les échanges entre les divers groupes qui forment la communauté nationale ;
2. le Québec, conscient de ses responsabilités et n’ayant pas actuellement les moyens constitutionnels de s’en acquitter, doit prendre les mesures voulues pour assumer pleinement son rôle à l'égard de la Nation canadienne-française.

Résolutions concernant les groupes français établis hors du Québec
Les Canadiens-Français établis hors du Québec doivent être considérés et se considérer eux-mêmes comme des membres à part entière de la Nation canadienne-française.
Grâce à une aide concrète des pouvoirs publics, des groupements et des institutions, les échanges avec le Québec doivent être intensifiés dans tous les domaines et spécialement dans le domaine culturel, afin de favoriser le rayonnement de la Nation canadienne-française hors du Québec.

*Résolution adoptée par les délégués des quatre régions

## Chronologie
- 1966 : le 13 septembre, tenue des élections des délégués territoriaux aux assises préliminaires.
- 1966 : du 25 au 27 novembre, tenue des assises préliminaires à l'Université de Montréal.
- 1967 : le 16 avril, tenue des élections des délégués territoriaux aux premières assises.
- 1967 : du 23 au 26 novembre, tenue des premières assises nationales à la Place des Arts de Montréal.
- 1969 : du 5 au 9 mars, tenue des secondes assises nationales à l'hôtel Reine Élisabeth.